# NGC 4564
NGC 4564 (други обозначения – UGC 7773, MCG 2-32-150, ZWG 70.186, VCC 1664, PGC 42051) е елиптична галактика (E) в съзвездието Дева.
Обектът присъства в оригиналната редакция на „Нов общ каталог“.